# هيئة الشارقة للآثار
هيئة الشارقة للآثار هي هيئة تابعة لحكومة إمارة الشارقة، في الإمارات العربية المتحدة. تتولّى الهيئة الحماية والإشراف على جميع المواقع الأثرية والتراثية في الإمارة.

## التاريخ
تأسست إدارة الآثار في الشارقة عام 1986 باسم “إدارة الآثار والتراث”، تحت مظلة دائرة الثقافة والإعلام لتتولى مسؤولية الإشراف على جميع المواقع الأثرية والتراثية المنتشرة في أرجاء إمارة الشارقة، وتوفر الحماية اللازمة لها، وتشارك وتشرف على أعمال بعثات التنقيب الأجنبية العاملة بإمارة الشارقة. وفي العام 1992، أصدر الشيخ الدكتور سلطان بن محمد القاسمي، عضو المجلس الأعلى، حاكم إمارة الشارقة، قانون الآثار رقم (1) في إمارة الشارقة، الذي يتضمن كافة الأمور ذات العلاقة بالآثار والمواقع الأثرية وحمايتها وتنظيم أمورها، ومحاربة الاتّجار غير الشرعي في القطع الأثرية وتهريبها.
قامت إدارة الآثار بالشارقة في آواخر عام 1992 بتأسيس بعثة محلية لتولي مهمة التنقيب في المواقع الأثرية، والتنسيق مع بعثات التنقيب الأثري الأجنبية، وكانت البعثة برئاسة د. صباح جاسم، وعضوية عدد من الكادر المحلي. وفي العام 1995 تأسست "إدارة الآثار"، لتتولى مسؤولية المواقع الأثرية بالإمارة، وتنظيم شؤون عمليات التنقيب الأثري، وعملية النشر والتوثيق والتنسيق مع الدوائر والجهات الحكومية ذات العلاقة، وبعد ذلك انفصلت عن إدارة الآثار. في 29 سبتمبر 2016 صدر المرسوم الأميري، بإنشاء هيئة الشارقة للآثار.

## اسهامات الهيئة
ساهمت الهيئة في التنقيب عن العديد من القطع الاثرية في إمارة الشارقة والتي تعود من عصور ما قبل اللإسلام ومنها:
- كأس للشرب من العصر الحديدي – تل أبرق
- نحت عاجي عُثر عليه في دبا الحصن – الشارقة
- كأس على شكل عقرب – مليحة
- فأس من العصر الحجري الأوسط – جبل الفاية
- مجموعة مزهريات ألبستر – ملايحة
- تمثال من البرونز يُمثل مخلوق أسطوري
- العملات العباسية

## المواقع الأثرية
تتولى الهيئة الإشراف على المواقع الاثرية الموجودة داخل إمارة الشارقة وما تحتوي عليه من مقتنيات، حيث تم حصر المواقع الاثرية في كل من المدام وجبل البحيص ومليحة من خلال الموقع الإلكتروني للهيئة 

## عمليات التنقيب
قامن الهيئة عام 1992 بإنشاء بعثة محلية لتولي مهام التنقيب في المواقع الآثرية بالتعاون والتنسيق مع البعثات الأجنبية. ومن أعمال التنقيب التي تمت:
- 2024: بعثة هيئة الشارقة للآثار.
- 2015: البعثة الإسبانية، 
- 2015: البعثة الألمانية.
- 2015: البعثة اليابانية.
- 2015: البعثة الأمريكية.
- 2011: البعثة البرتغالية.
- 2009: البعثة البلجيكية.
- 2001: البعثة النرويجية.

## وصلات خارجية
- الموقع الرسمي